# Colaptes campestroides
A Colaptes campestroides a madarak (Aves) osztályának a harkályalakúak (Piciformes) rendjébe, ezen belül a harkályfélék (Picidae) családjába tartozó faj.

## Előfordulása
A Colaptes campestroides előfordulási területe Brazília délkeleti részén, Paraguay középső és déli részein, Uruguayban és Argentína északnyugati, valamint nyugati térségein van.

## Megjelenése
Megjelenésben nagyon hasonlít a mezei küllőre (Colaptes campestris) (Vieillot, 1818), azonban a torka fehér színű. A hasonlóság miatt, a két madarat ugyanannak a fajnak vélték; manapság szét vannak választva - bár ezzel nem minden ornitológus ért egyet.

## Fordítás
- Ez a szócikk részben vagy egészben  a   Pampas flicker című angol Wikipédia-szócikk ezen változatának fordításán alapul.  Az eredeti cikk szerkesztőit annak laptörténete sorolja fel. Ez a jelzés csupán a megfogalmazás eredetét és a szerzői jogokat jelzi, nem szolgál a cikkben szereplő információk forrásmegjelöléseként.